# 버즈비 버클리

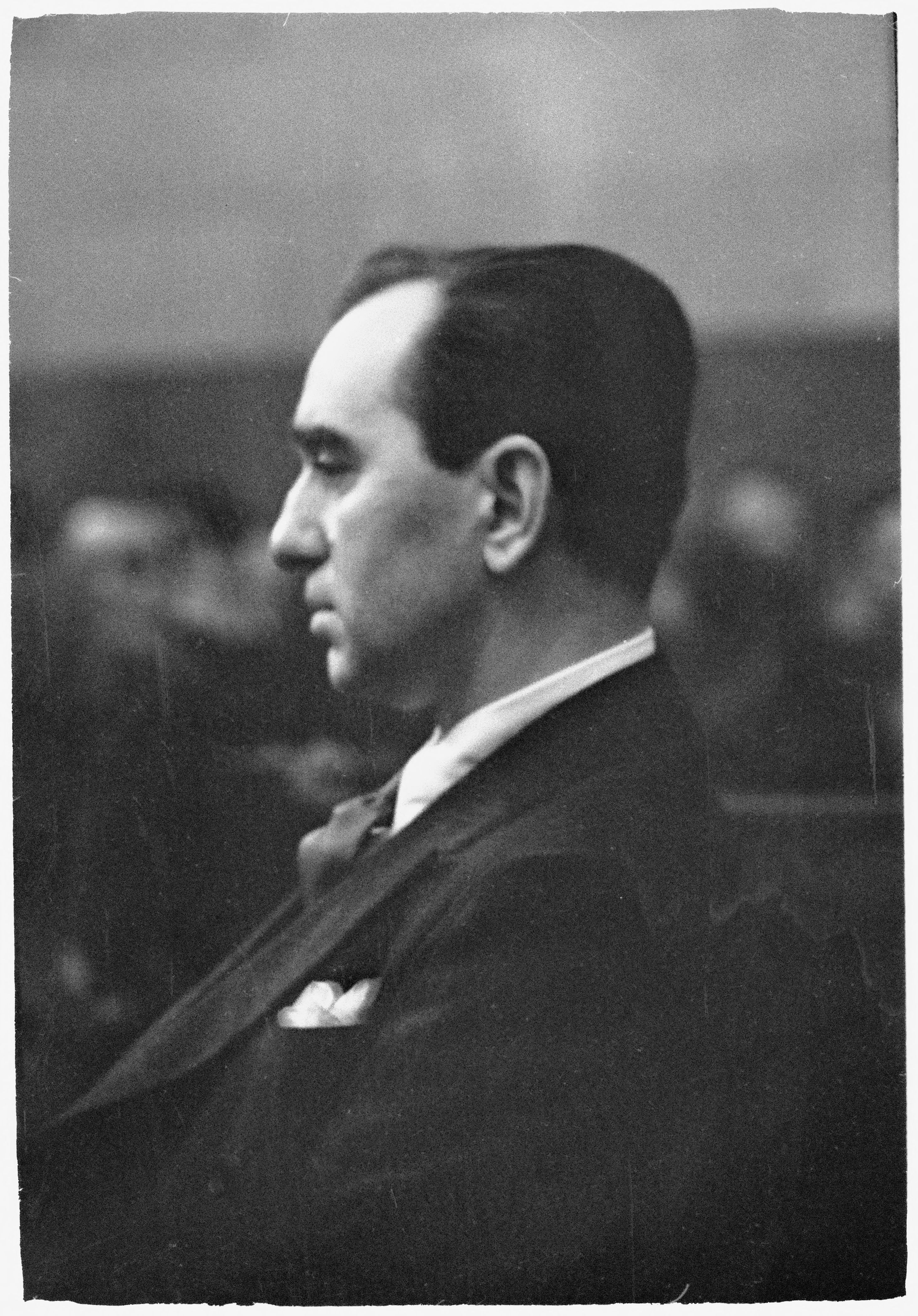
1935년, 버즈비 버클리

버즈비 버클리(Busby Berkeley, 1895년 11월 29일 ~ 1976년 3월 14일)은 미국의 영화 감독이자 안무가이다.

## 영화
- 42번가 (영화)
- 1933년의 황금광들
- 풋라이트 퍼레이드
- 1935년의 황금광들
- 1937년의 황금광들
- 하늘의 오두막
- 갱스 올 히어

## 같이 보기
- 1933년의 황금광들